# Parapoynx indomitalis
Parapoynx indomitalis is een vlinder uit de familie van de grasmotten (Crambidae), uit de onderfamilie van de Acentropinae. De wetenschappelijke naam van deze soort is voor het eerst gepubliceerd in 1876 door Carlos Berg.
De soort is ontdekt in het gebied van de rivier de Uruguay tussen Uruguay en Brazilië.